# Маркидонов, Сергей Александрович
Серге́й Алекса́ндрович Маркидо́нов (29 апреля 1961 — 26 ноября 1995) — депутат Государственной Думы (1993—1995).

## Биография
Родился 29 апреля 1961 года в селе Новоберёзовское Шилкинского района (ныне Забайкальского края).
Окончил Читинский государственный педагогический институт в 1982 году, специальный факультет Новосибирского университета по специальности «экономическое программирование» и аспирантуру при Ленинградском педагогическом институте в 1987 году, кандидат экономических наук.
Работал преподавателем политэкономии в ЧГПИ (1987—89 годы), заведующим лабораторией Института экономики и организации промышленного производства Сибирского отделения АН СССР (1989—90 годы).
С октября 1991 года возглавлял комиссию по экономической реформе Читинского областного исполнительного комитета, в декабре того же года стал председателем Фонда имущества Читинской области. Осенью 1993 года выдвинут группой избирателей кандидатом в депутаты Государственной думы первого созыва по Читинскому избирательному округу № 188. Позже был включён в список поддержки блока «Выбор России». 12 декабря избран депутатом, получив 39 670 голосов избирателей (22,18 %). Был членом Комитета Госдумы по собственности, приватизации и хозяйственной деятельности, 18 октября 1995 года стал членом думского Комитета по бюджету, налогам, банкам и финансам. Первоначально входил в депутатскую группу «Союз 12 декабря». В марте 1995 года перешёл в группу «Стабильность», был её сопредседателем.
Убит во время предвыборной кампании 26 ноября 1995 года в Петровске-Забайкальском Читинской области своим пьяным охранником. После убийства охранник покончил с собой.
Похоронен в Чите.
5 октября 2011 года в городе Чите была открыта мемориальная доска в честь Сергея Александровича.